# Isabella Jagiełło

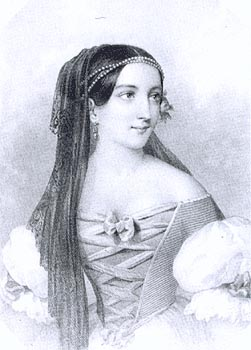
1800-talsföreställning av Isabella Jagiełło

Isabella Jagiełło eller Isabella Jagellonica (ungerska: Izabella királyné, polska: Izabella Jagiellonka) född 18 januari 1519 i Kraków, död 15 september 1559 i Alba Iulia, Ungern, i nuvarande Rumänien, var en polsk-litauisk prinsessa och drottning av Ungern. Hon var Ungerns regent 1540–1559. 

## Biografi
Isabella var dotter till kung Sigismund I av Polen i hans äktenskap med den italienska prinsessan Bona Sforza. En av hennes systrar, Katarina Jagellonica, blev drottning av Sverige. 
Hon gifte sig 1539 med kung Johan Zápolya av Ungern.  När denne dog två veckor efter det att deras son Johan Sigismund fötts 1540 blev hon regent av Ungern som förmyndare för sin omyndige son, som valts till kung av Ungern. Sonen Johan Sigismund Zápolya (1540–1571) var med namnet Johan II kung av Ungern 1540–1570.  Han stod under Isabellas förmynderskap fram till 1559, och Isabella kom därför att fungera som regent i nitton år.  
Efter Budas intagande av trupper från det Osmanska riket 1541 fick hon och hennes son av sultan Süleyman I sig tilldelat en del av Ungern, området Siebenbürgen, att behålla och regera över.  När Siebenbürgen efter ett fördrag 1551 tillföll kejsar Ferdinand I lämnade hon landet med sin son, men återvände 1556.